# La Fontaine-Saint-Martin
La Fontaine-Saint-Martin är en kommun i departementet Sarthe i regionen Pays de la Loire i nordvästra Frankrike. Kommunen ligger i kantonen Pontvallain som tillhör arrondissementet La Flèche. År 2022 hade La Fontaine-Saint-Martin 600 invånare.

## Befolkningsutveckling
Antalet invånare i kommunen La Fontaine-Saint-Martin
| Referens: INSEE |